# Skrbeńscy z Hrziszcze

Herb Odrowąż

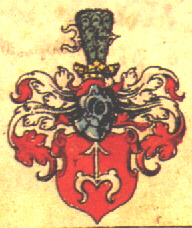
Herb rodowy z XVII wieku

Skrbeńscy z Hrziszcze (cz. Skrbenští z Hříště) – morawska rodzina szlachecka wywodząca się ze wsi Skrbeň koło Ołomuńca i zamku Hříště.
W 1576 zakupili Szonów na Śląsku Cieszyńskim, który w ich posiadaniu był do 1867 roku. Zakupili również inne pobliskie wsi (np. w połowie XVII wieku Radwanice i Bartowice, przed 1670 Końska). Pełnili dworskie i ziemskie funkcje w Cieszynie. W 1658 rodzina otrzymała tytuł baronowski.